# Joshua Schwaibold
Joshua Kamal Schwaibold (* 26. Dezember 1998 in Tübingen) ist ein deutscher Basketballspieler.

## Werdegang
Im Laufe des Spieljahres 2017/18 gab Schwaibold seinen Einstand in der Herrenmannschaft des SV 03 Tübingen in der 1. Regionalliga. Im Sommer 2023 wurde Schwaibold ins Aufgebot des Bundesliga-Aufsteigers Tigers Tübingen aufgenommen und im Oktober 2023 erstmals in der Basketball-Bundesliga eingesetzt.